# 15945 Raymondavid
15945 Raymondavid este un asteroid din centura principală de asteroizi.

## Descriere
15945 Raymondavid este un asteroid din centura principală de asteroizi. A fost descoperit pe 8 ianuarie 1998 la Caussols, în cadrul proiectului ODAS. Asteroidul prezintă o orbită caracterizată de o semiaxă mare de 3,15 ua, o excentricitate de 0,14 și o înclinație de 4,8° în raport cu ecliptica.